# Astragalus saccocalyx
Astragalus saccocalyx är en ärtväxtart som beskrevs av Fisch. och Carl Anton von Meyer. Astragalus saccocalyx ingår i släktet vedlar, och familjen ärtväxter. Inga underarter finns listade i Catalogue of Life.